# Les Voivres
Les Voivres là một xã ở tỉnh Vosges, vùng Grand Est, Pháp. Xã này có diện tích 12,81 km² dân số năm 1999 là 301 người. Les Voivres nằm ở khu vực có độ cao trung từ 280–422 m trên mực nước biển.
Người dân địa phương danh xưng tiếng Pháp là Voivrais.
Xã này có cự ly 5 km về phía bắc của Bains-les-Bains.

## Hành chính
| Danh sách các xã trưởng                |              |                 |      |         |
| Giai đoạn                              | Giai đoạn    | Tên             | Đảng | Tư cách |
|                                        | tháng 3 2001 | Michel Fournier |      |         |
| Tất cả các dữ liệu trước đây không rõ. |              |                 |      |         |

## Biến động dân số
| Năm | 1962 | 1968 | 1975 | 1982 | 1990 | 1999 |
| --- | ---- | ---- | ---- | ---- | ---- | ---- |
| Dân số | 296  | 258  | 227  | 222  | 210  | 301  |
| From the year 1962 on: No double counting—residents of multiple communes (e.g. students and military personnel) are counted only once. |      |      |      |      |      |      |